# Sneakernet

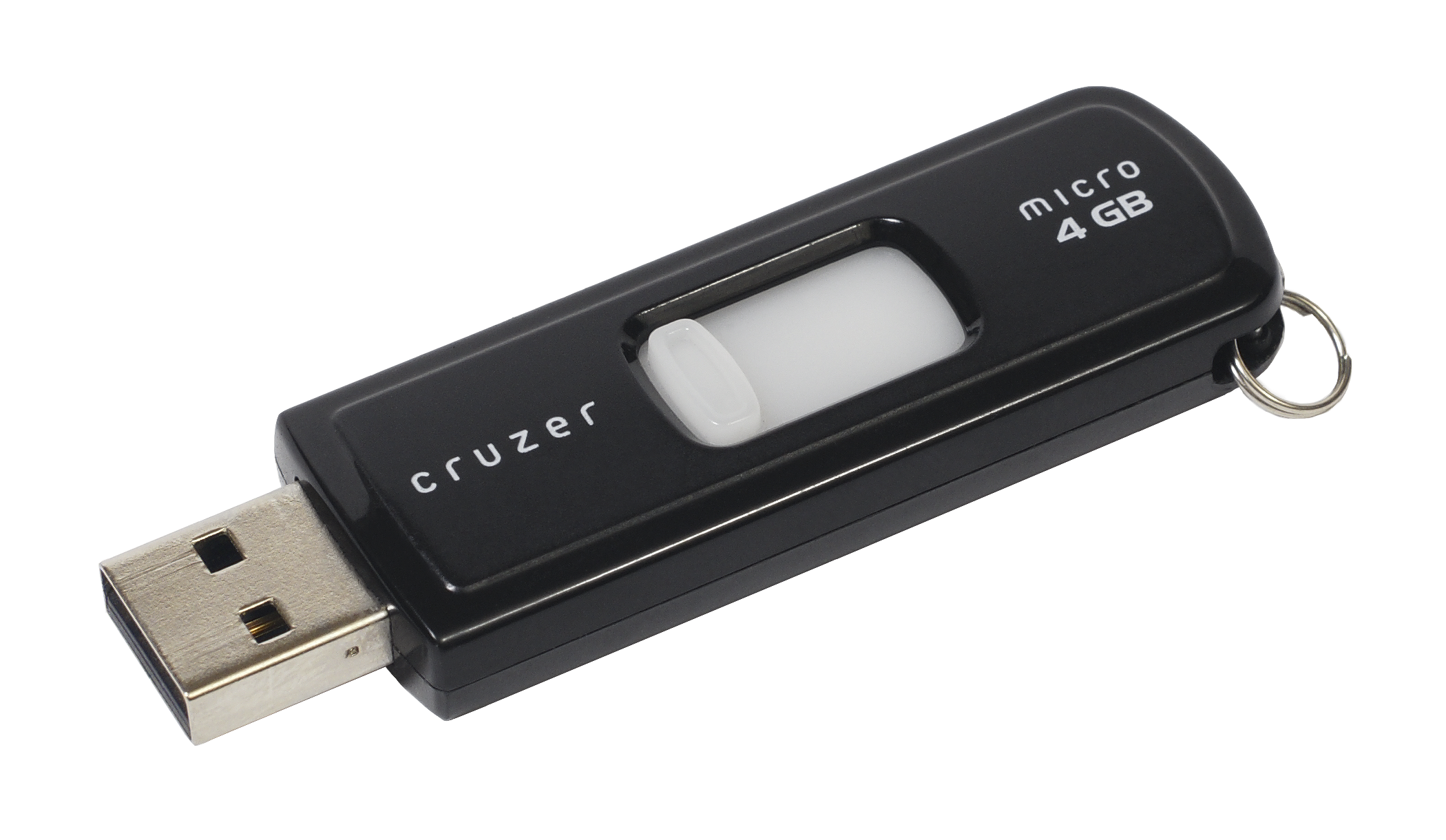
Ett USB-minne kan användas för att överföra filer.

Sneakernet är ett informellt namn för ett slags nätverk för överföring av digital information (datafiler) där lagringsmedia, till exempel disketter och USB-minnen, fysiskt flyttas från en dator till en annan. Det används vanligen där andra nätverk är otillgängliga, för långsamma eller för dyra, eller där andra nätverk är övervakade. Sneakernet används ofta som exempel på ett nätverk med hög svarstid och hög överföringshastighet. Det gör det optimerat för överföring av stora mängder data.

## Etymologi och bakgrund
Namnet sneakernet är bildat efter Ethernet och skotypen sneaker, och syftar på att en person går med datafilerna mellan datorer.
Principen för sneakernet har funnits sedan de första datorerna med beständigt lagringsmedia. Det beskrevs som en nätverkstyp på 1970-talet. I Andrew S. Tanenbaums lärobok Computer Networks från 1981 finns uppgiften att beräkna överföringshastigheten hos en sankt bernhardshund som bär på disketter. I 1996 års upplaga av boken finns ett berömt citat med:
| ” | Never underestimate the bandwidth of a station wagon full of tapes hurtling down the highway. (Underskatta aldrig bandbredden hos en kombi fylld med magnetband, som susar nedför motorvägen.) | „ |
| – Andrew S. Tanenbaum (1996). Computer Networks. New Jersey: Prentice-Hall, s. 83. ISBN 0-13-349945-6 | |   |

## Användning
Sneakernet används främst där ett nätverk, vanligen Internet, är för långsamt eller för dyrt att använda. Ett företag som sätter upp en colocation eller backupsite har kanske tillräckligt med kapacitet för att kontinuerligt överföra ändringar, men inte för att initialt överföra all data. Överföringen kan då ske lokalt till hårddiskar och skickas till destinationen med post eller kurir.
I fall där nätverket är övervakat och kryptering är svårt eller skulle väcka misstankar kan sneakernet användas för att överföra hemligt material. Det används bland annat inom filmindustrin för att skicka råkopior av filmer mellan studior, och har länge används inom warezscenen för att idka piratkopiering utan att upptäckas.

## Säkerhet
Sneakernet anses i allmänhet som säkrare än öppna nätverk som Internet. Det är dock inte säkrare än att lagringsmediet kan hamna på villovägar under transporten eller beslagtas av tull eller polis.
För att stävja piratkopiering har det bland annat föreslagits att gränskontrollen, genom handelsavtalet ACTA, ska få mandat att genomsöka lagringsmedier.

## Räkneexempel

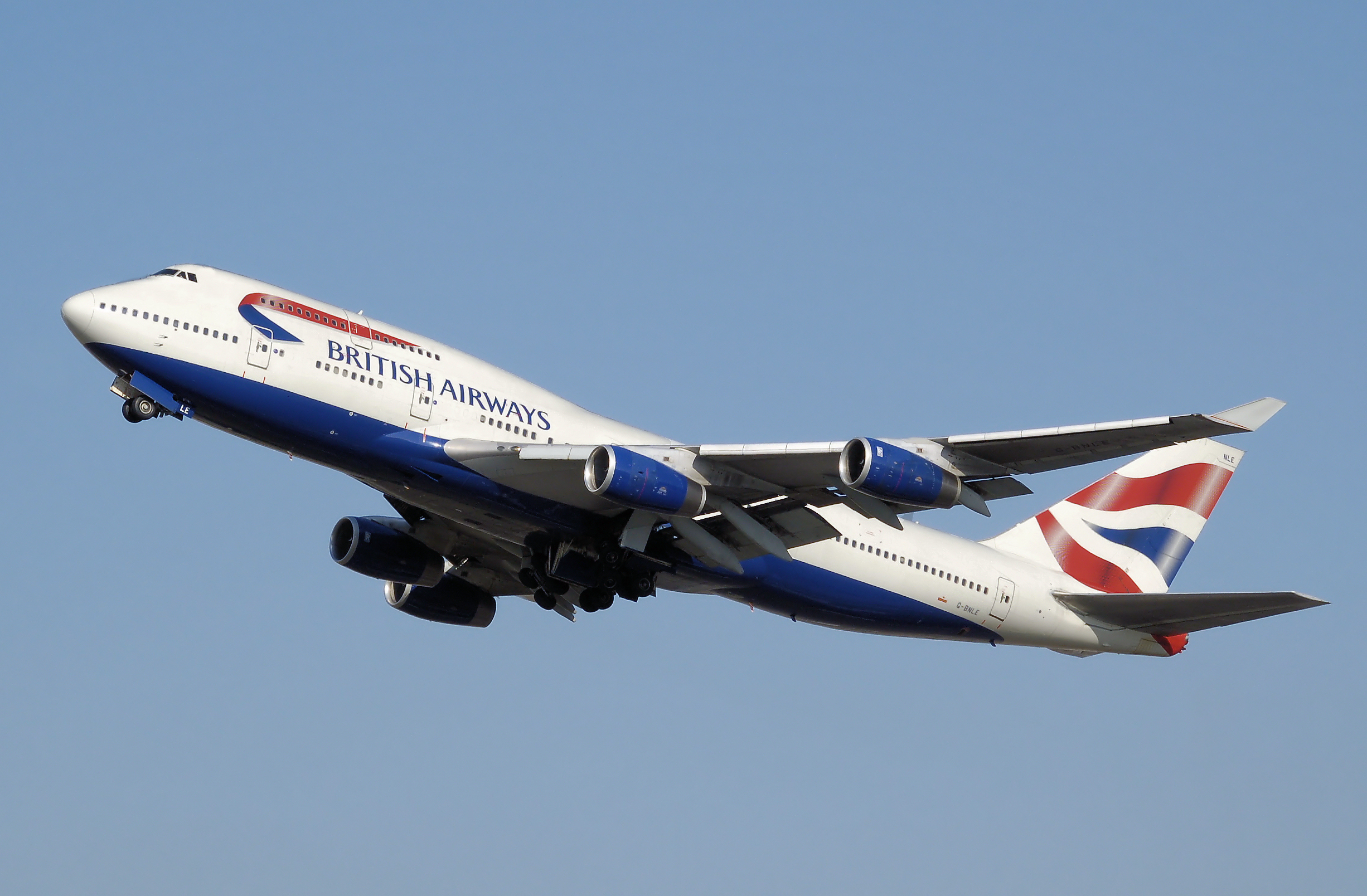
En Boeing 747 som fylls med Blu-Ray-skivor har en enorm överföringshastighet.

En skrivbar DVD-skiva rymmer 4,7 gigabyte. Att överföra den mängden data från A till B över en Internetuppkoppling med överföringshastigheten 1 megabit per sekund skulle ta cirka 13 timmar. Om det tar en timme att fysiskt flytta DVD-skivan från A till B så motsvarar det en överföringshastighet på 13 megabit per sekund. Latensen i detta sneakernet är två timmar, medan Internetuppkopplingen typiskt har 1–50 millisekunder.
En Boeing 747 fullastad med Blu-Ray-skivor skulle teoretiskt rymma 596 miljoner gigabyte. Ett non-stop-flyg från New York till Los Angeles skulle då ge en överföringshastighet på 246 000 gigabit per sekund, en hastighet som inte ens är möjlig att uppnå mellan komponenterna i en modern dator. Latensen är dock i storleksordningen 11 timmar (cirka 5 ½ timmes enkel resa).